# Великі Мости (ґміна)
Ґміна Великі Мости — колишня (1934–1939 рр.) сільська ґміна Жовківського повіту Львівського воєводства Польської республіки. Центром ґміни було місто Великі Мости.
Ґміну Великі Мости було утворено 1 серпня 1934 р. у межах адміністративної реформи в ІІ Речі Посполитій із дотогочасних сільських ґмін: Боянець, Борове, Великі Мости, Купичволя, Реклинець, Станислівка, Стремінь, Волиця.
Гміна ліквідована в 1940 р. у зв’язку з утворенням Великомостівського району.